# Schizonycha kivuensis
Schizonycha kivuensis är en skalbaggsart som beskrevs av Louis Burgeon 1946. Schizonycha kivuensis ingår i släktet Schizonycha och familjen Melolonthidae. Inga underarter finns listade i Catalogue of Life.